# Fernando Lapa
Fernando Lapa (Vila Real, 1950) é um compositor português e uma figura cimeira da cultura portuguesa.
Fernando C. Lapa obteve o seu diploma em Composição no Conservatório de Música do Porto, onde estudou com Cândido Lima. Participou também alguns cursos de Pedagogia Musical, Música Antiga, Direção de Coro, Análise e Composição. 
Com um conjunto de mais de 100 obras em quase todos os géneros musicais: coros, ensembles câmara, instrumentos solo, orquestras sinfónicas, música eletroacústica, compôs muitas bandas sonoras para cinema e teatro, bem como obras infantis, arranjos de música tradicional e um grande número de outros arranjos, transcrições, orquestrações e adaptações. 
É professor de Análise e Técnicas de Composição no Conservatório Musical do Porto, desde 1984, e de composição, na ESMAE - Escola Superior de Música e Artes do Espetáculo do IPP. 
Fernando C. Lapa dirigiu diversos coros, como: Coro da Igreja Catedral do Porto, a Orquestra Artave e do Coro Académico da Universidade do Minho, com o qual trabalhou, desde a sua fundação, em 1989, até setembro de 2004. Trabalhou também com a Associação Cultural dos Gambozinos.
Publicou o Manual da Química, onde fala sobre diversos temas nomeadamente os problemas da rolha de cortiça no engarrafamento do vinho. 